# Алмалы (Татарстан)
Алмалы́ — деревня в Заинском районе  Республики Татарстан Российской Федерации. Входит в состав Верхнепинячинского сельского поселения.

## География
Деревня расположена на правом притоке реки Бурдинка, в 35 километрах к северо-востоку от города Заинск. 

## История
Деревня основана во второй половине 1920-х годов выходцами из села Бура-Кирта. В 1929-30 годах в деревне был организован колхоз "Алмалы". До 1958 года функционировала начальная школа. С 1950 года Алмалы в составе колхоза "Кзыл Шарык", с 1958 года — колхоза "Якты Юлдуз", с 1991 года — сельскохозяйственной артели "Тан". До 1930 года деревня входила в состав Ахметьевской волости Челнинского кантона ТАССР. С 10 августа 1930 года в Челнинском, с 10 февраля 1935 года в Заинском, с 1 февраля 1963 года в Челнинском, с 1 ноября 1972 года в Заинском районах.

## Население
| 1938 | 1949 | 1952 | 1958 | 1970 | 1979 | 1989 | 2000 | 2010 |
| ---- | ---- | ---- | ---- | ---- | ---- | ---- | ---- | ---- |
| 114  | 94   | 119  | 103  | 113  | 72   | 23   | 14   | 1    |